# Лейн (округ, Канзас)
Лейн (англ. Lane County; стандартное обозначение LE) — округ в штате Канзас, США. Официально образован 20 марта 1873 года. По состоянию на 2010 год, численность населения составляла 1 750 человек.

## География
По данным Бюро переписи США, общая площадь округа равняется 1 859,622 км2, из которых 1 857,032 км2 суша и 0,518 км2 или 0,030 % это водоёмы.

## Население
По данным переписи населения 2000 года в округе проживает 2 155 жителей в составе 910 домашних хозяйств и 613 семей. Плотность населения составляет 1,00 человек на км2. На территории округа насчитывается 1 065 жилых строений, при плотности застройки около 1,00-го строений на км2. Расовый состав населения: белые — 97,73 %, афроамериканцы — 0,05 %, коренные американцы (индейцы) — 0,09 %, азиаты — 0,05 %, гавайцы — 0,51 %, представители других рас — 1,58 %, представители двух или более рас — 0,00 %. Испаноязычные составляли 1,44 % населения независимо от расы.
В составе 29,50 % из общего числа домашних хозяйств проживают дети в возрасте до 18 лет, 59,10 % домашних хозяйств представляют собой супружеские пары проживающие вместе, 5,10 % домашних хозяйств представляют собой одиноких женщин без супруга, 32,60 % домашних хозяйств не имеют отношения к семьям, 30,30 % домашних хозяйств состоят из одного человека, 16,50 % домашних хозяйств состоят из престарелых (65 лет и старше), проживающих в одиночестве. Средний размер домашнего хозяйства составляет 2,34 человека, и средний размер семьи 2,91 человека.
Возрастной состав округа: 25,40 % моложе 18 лет, 5,40 % от 18 до 24, 24,60 % от 25 до 44, 24,10 % от 45 до 64 и 24,10 % от 65 и старше. Средний возраст жителя округа 42 лет. На каждые 100 женщин приходится 100,30 мужчин. На каждые 100 женщин старше 18 лет приходится 97,70 мужчин.
Средний доход на домохозяйство в округе составлял 36 047 USD, на семью — 41 892 USD. Среднестатистический заработок мужчины был 29 429 USD против 20 446 USD для женщины. Доход на душу населения составлял 18 606 USD. Около 5,40 % семей и 8,20 % общего населения находились ниже черты бедности, в том числе — 11,40 % молодежи (тех, кому ещё не исполнилось 18 лет) и 7,60 % тех, кому было уже больше 65 лет.